# Rhacochelifer massylicus
Rhacochelifer massylicus är en spindeldjursart som beskrevs av Giuliano Callaini 1983. Rhacochelifer massylicus ingår i släktet Rhacochelifer och familjen tvåögonklokrypare. Inga underarter finns listade i Catalogue of Life.